# Attalea oleifera
Attalea oleifera Barb. Rodr. (também conhecido como Attalea compta Mart.), popularmente conhecido como pindoba ou pindova,   Babaçu  . é uma palmeira típica das regiões Nordeste e Centro-Oeste do Brasil, sendo comum em Pernambuco, Paraíba, Alagoas, Maranhão, Tocantins,   Piauí  . ocorre desde a faixa litorânea até a faixa de transição para a caatinga ou o cerrado, ocorrendo também nos brejos de altitude.

## Etimologia
"Pindoba" e "pindova" são provenientes do termo tupi pindoba.

## Características
A árvore possui até 25 metros de altura e tronco com 30–48 cm de diâmetro, com folhas de até 4–8 metros de comprimento. Essa espécie é indicada para paisagismo, e suas folhas são usadas também para cobertura de casas rústicas. As amêndoas, sementes, produzem óleo comestível de boa qualidade que também é utilizado para iluminação e produção de sabões. Indivíduos adultos de tamanho médio dessas palmeiras podem ser transplantados sem maiores problemas.